# Secamone marsupiata
Secamone marsupiata är en oleanderväxtart som beskrevs av J. Klackenberg. Secamone marsupiata ingår i släktet Secamone och familjen oleanderväxter. Inga underarter finns listade i Catalogue of Life.